# Kalayaan (Laguna)
Kalayaan est une localité de la province de Laguna, aux Philippines. En 2015, elle compte 23 269 habitants.